# Colosseum (programma televisivo)
Colosseum - Un programma quasi per gioco è stato un programma televisivo italiano di genere rotocalco, andato in onda su Rai 1 (nel 1983 sulla Rete 1) dal 30 giugno 1983 al 21 luglio 1991.

## Il programma
Nato da un'idea di Brando Giordani ed Emilio Ravel e basato sulla formula di successo di Odeon. Tutto quanto fa spettacolo, la trasmissione mostrava tutto quanto di curioso avveniva nel mondo in quel periodo. Il programma si avvaleva di numerose troupe sparse in tutto il mondo che filmavano gare, cerimonie, discipline sportive e spettacoli ludici, perlopiù insoliti.
Condotto da Mario Di Bartolomei e Riccardo Di Paolo, La sigla di apertura della trasmissione era The March di John Williams, dalla colonna sonora del film 1941 - Allarme a Hollywood; quella di chiusura era Ruff Mix dei Wonder Dog.

## Puntate
La trasmissione è andata in onda in prima serata ad eccezione delle edizioni del 1990 e del 1991, trasmesse in seconda serata.

### Prima edizione (1983)
I temi trattati:
1. Il gioco dell'aria (30/6)
2. La gara (7/7)
3. Uomini e animali (14/7)
4. Il gioco del corpo (21/7)
5. Cerimonia (28/7)
6. Cerimonia, seconda parte (4/8)
7. Scherzi e illusioni ottiche  (11/8)

### Seconda edizione (1984)
1. Giochi del corpo (21/6)
2. Il piacere della gara (28/6)
3. I piaceri della forza (6/7)
4. La guerra dei bottoni (12/7)
5. Il rischio (19/7)
6. Il piacere di volare (26/7)
7. Uomini e animali (2/8)
8. L'illusione (9/8)
9. La cerimonia (16/8)
10. Il gruppo (23/8)
11. L'abilità (30/8)
12. L'avventura (6/9)
13. Un bel gioco dura poco (13/9)

### Terza edizione (1986)
1. I giochi del freddo (27/6)
2. I giochi dell'acqua (4/7)
3. I giochi del brivido (11/7)
4. I giochi dello spaccone (18/7)
5. I giochi della musica (25/7)
6. I giochi con gli animali (1/8)
7. I giochi del rischio (8/8)
8. I giochi della forza (15/8)
9. I giochi dell'esploratore (22/8)
10. I giochi della videomusica (29/8)
11. I giochi del play boy (5/9)
12. I giochi dei ragazzini (12/9)
13. Il meglio dei giochi (19/9)

### Quarta edizione (1990)
1. I giochi dell'aria (15/7)
2. Botte da orbi (22/7)
3. I giochi della Francia (29/7)
4. I giochi degli animali (5/8)
5. I giochi della ruota (12/8)
6. I giochi dell'acqua (19/8)
7. I giochi dei cavalli (26/8)
8. I giochi dello sport (2/9)

### Quinta edizione (1991)
1. Le americanate (30/6)
2. I giochi d'Australia (7/7)
3. I giochi d'Oriente (14/7)
4. I giochi della musica (21/7)